# Веденеев, Александр Александрович (1944)
Алекса́ндр Алекса́ндрович Ведене́ев (1944—1999) — спортсмен-универсал, тренер и спортивный организатор.

## Биография
Играл в футбол, хоккей с мячом и хоккей на траве в качестве вратаря. В 1977 году стал чемпионом РСФСР по хоккею с мячом в составе новосибирского «Сибсельмаша».
После окончания игровой карьеры тренировал команды «Сибсельмаш», был директором клуба. Под его руководством «Сибсельмаш» стал чемпионом СССР среди младших юношей (1989), чемпионом СССР среди юниоров (1987, 1992).
Заслуженный работник физической культуры России (1998).
С 2004 года в Новосибирске проводится турнир детских команд памяти А. А. Веденеева.
Его сын Александр также был вратарём.